# Wereldkampioenschap voetbal 2002 (Groep C) Brazilië - China
Deze pagina is een subpagina van het artikel Wereldkampioenschap voetbal 2002. Hierin wordt de wedstrijd in de groepsfase in groep C tussen Brazilië en China gespeeld op 8 juni 2002 nader uitgelicht. Brazilië won de wedstrijd met 4-0 van China.

## Voorafgaand aan de wedstrijd
- Brazilië en China speelden nooit eerder tegen elkaar, dit was de eerste keer.
- Op de FIFA-wereldranglijst van mei 2002 stond Brazilië op de 2e plaats. China stond op de 50e plaats.[1]

## Wedstrijdgegevens
| Datum                | 8 juni 2002                      | 8 juni 2002                      |
| Stadion              | Jeju World Cup Stadion, Seogwipo | Jeju World Cup Stadion, Seogwipo |
| Toeschouwers         | 36.750                           | 36.750                           |
| Scheidsrechter       | Anders Frisk                     | Anders Frisk                     |
| Assistenten          | Leif Lindberg Bomer Fierro       | Leif Lindberg Bomer Fierro       |
| Vierde man           | Ali Bujsaim                      | Ali Bujsaim                      |
| Man van de wedstrijd | Ronaldinho                       | Ronaldinho                       |
|                      | Brazilië                         | China                            |
| Doelpunten           | 4                                | 0                                |
| Gele kaarten         | 2                                | 0                                |
| Rode kaarten         | 0                                | 0                                |
| Wissels              | 3                                | 3                                |
| Schoten op doel      | 8                                | 3                                |
| Schoten naast doel   | 0                                | 0                                |
| Overtredingen        | 13                               | 7                                |
| Hoekschoppen         | 6                                | 5                                |
| Buitenspel           | 6                                | 0                                |
| Strafschoppen        | 1                                | 0                                |
| Balbezit (tijd)      | 0                                | 0                                |
| Balbezit (%)         | 57%                              | 43%                              |

| Brazilië | 4 – 0                | China |
| Roberto Carlos 15' Rivaldo 32' Ronaldinho 45' (pen.) Ronaldo 55'                                                                    | doelpunten (assists) | |
| Luiz Felipe Scolari | bondscoach           | Bora Milutinović |
| Marcos Cafu Lucio Roque Junior Roberto Carlos Gilberto Silva Ronaldo 72' Rivaldo Ronaldinho 46' Anderson Polga Juninho Paulista 70' | opstellingen         | Jiang Jin Wu Chengying Li Tie 62' Ma Mingyu 75' Hao Haidong Li Weifeng Zhao Junzhe Du Wei Li Xiaopeng 66' Qi Hong Xu Yunlong |
| Denilson 46' Juninho Paulista 70' Ronaldo 72'                                                                                       | wissels              | 62' Yang Pu 66' Shao Jiayi 75' Qu Bo                                                                                         |
| Ronaldinho 25' Roque Junior 69' | gele kaarten         | |
| | rode kaarten         | |